# I personaggi di Pippo Franco
I personaggi di Pippo Franco è il primo album di Pippo Franco, pubblicato dalla casa discografica ARC su vinile a 33 giri nel 1968.

## Descrizione
Il disco è stato registrato con le orchestre dei maestri Ruggero Cini e Bruno Zambrini; partecipano i Cantori Moderni di Alessandroni.

## Tracce
Lato A
1. Amore bambina (testo: Pippo Franco e Franco Migliacci – musica: Pippo Franco)
2. Il becchino (testo: Renato Izzo – musica: Pippo Franco)
3. Delen delen (testo: Pippo Franco e Bruno Zambrini – musica: Bruno Zambrini)
4. Vedendo la foto di Bob Dylan (testo: Pippo Franco – musica: Bruno Zambrini)
5. Lo sceriffo spara per primo (testo: Pippo Franco – musica: Vittorio Impiglia)
6. Non sono solamente un vagabondo (testo: Pippo Franco e Franco Migliacci – musica: Pippo Franco e Bruno Zambrini)

Lato B
1. Il processo (Pippo Franco)
2. Bernarda (testo: Dino Verde – musica: Pippo Franco)
3. È successo che ti amo (testo: Pippo Franco – musica: Gian Claudio Mantovani)
4. Mister Custer (testo: Pippo Franco – musica: Fred Darian, Al DeLory, Joseph Van Winkle)
5. Roarr... Roarr... (testo: Pippo Franco – musica: Bruno Zambrini)
6. Sto bene come sto (testo: Pippo Franco e Franco Migliacci – musica: Pippo Franco e Bruno Zambrini)